# Oberon (programmeertaal)
Oberon is een reflectieve programmeertaal die werd ontwikkeld door Niklaus Wirth en zijn medewerkers aan de ETH Zürich als een objectgeoriënteerde opvolger van Modula-2. De taal is bedoeld als basis voor het besturingssysteem Oberon maar is inmiddels geporteerd naar vele andere besturingssystemen.
Net als de andere talen van Niklaus Wirth, zoals Pascal, Modula-2 en Modula-3 is ook Oberon een poging tot simplificatie zonder aan expressiviteit in te boeten, maar het is bedoeld als een "veilige" taal, met array-bounds checking en garbage collection en strong type checking.
De belangrijkste eigenschappen van de taal zijn:
- Pascal-achtige syntaxis
- Strong type checking
- Modules met type-checked interfaces en afzonderlijke compilatie
- Type extension, zodat objectoriëntatie mogelijk is
- Type-bound procedures in Oberon-2
- Ondersteuning voor run-time typeinspectie.
- Compatibiliteit van alle numerieke types (gemengde expressies)
- Tekenreeksbewerkingen
- Ondersteuning voor systeemprogrammering.